# Empedocles on Etna, and Other Poems
Empedocles on Etna, and Other Poems (Emdedokles na Etnie i inne poematy) – tomi poetycki dziewiętnastowiecznego angielskiego poety i eseisty Matthew Arnolda, opublikowany anonimowo w 1852. Tom zawiera poemat dramatyczny Empedocles on Etna, dłuższy poemat Tristram and Iseute, poematy A Summer Night i The Buried Life, The Youth of Nature,  The Youth of Man, jak też ponad dwadzieścia krótszych wierszy. W tytułowym poemacie poeta zastosował głównie wiersz biały, pozostałe wiersze są w większości stroficzne.